# Zhang Zhongjing
Zhang Zhongjing (chinesisch 張仲景, Pinyin Zhāng Zhòngjǐng, W.-G. Chang Chung-ching; * um 150; † 219), auch genannt Zhang Ji (張機 / 张机), geschrieben auch Tschang-Ki, war ein Arzt aus der Zeit der Han-Dynastie. Er gilt als bedeutender chinesischer Arzt zum Ende der Dynastie. Er verfasste gültige Behandlungsrichtlinien, sammelte das medizinische Wissen seiner Zeit und schuf so die Grundlage für die Traditionelle Chinesische Medizin.

## Leben
Obwohl er in der modernen chinesischen Medizin sehr bekannt ist und als einer der bedeutendsten chinesischen Ärzte gilt, ist über Zhangs Leben wenig bekannt. Späte Quellen sagen, dass er ungefähr in der Zeit von 150 n. Chr. in Nanyang geboren ist, in Changsha lebte und arbeitete und 219 n. Chr. starb. Es gibt keine genauen Angaben zu seinen Lebensdaten aber es gibt unter Wissenschaftlern eine Übereinstimmung darin, dass er vor dem Jahr 220 n. Chr. gelebt hat.
Aufgrund verbreiteter Bürgerkriege litten zu seiner Zeit viele Menschen an Fieber. Zhangs Familie war keine Ausnahme und ein Großteil von ihr starb durch eine Epidemie. Er erlernte die Medizin von seinem Zeitgenossen Zhang Bozu, der sein Lehrer war. Er studierte die vorhandene medizinische Literatur und sammelte ihm bekannte medizinische Verordnungen. Darauf fußend verfasste er das klassische Werk Shanghan Zabing Lun (chinesisch 傷寒雜病論, Pinyin Shānghán Zábìng Lùn, wörtlich „Treatise on Cold Pathogenic and Miscellaneous Diseases“). Kurz nach der Veröffentlichung ging sein Buch in den Kriegswirren, die die Zeit der Drei Reiche heimsuchte, verloren. Aufgrund seiner Beiträge zur Traditionellen chinesischen Medizin wird er oft als der „Weise“ der chinesischen Medizin angesehen.
Die Kenntnisse aus Zhangs Hauptwerk Shanghan Zabing Lun wurden von seinen Nachfolgern bewahrt und von seinem Schüler Wang Shuhe in zwei Büchern zusammengefasst: dem Shang Han Lun (傷寒論, wörtlich „Vom Kalten Schaden“), (eine Abhandlung über die Behandlungsverfahren von epidemischem Fieber) und dem einflussreichen Werk Jin kui Yao lue (金櫃要略, wörtl. „Wesentliche Rezepte aus dem Goldenen Kasten“) (einem Kompendium klinischen Wissens). Diese beiden Werke wurden bis in die Gegenwart mehrfach redigiert. Zhang gilt aufgrund der Abfassung dieser Werke als Begründer der „Kälteschaden“-Schule der chinesischen Medizin. Zhang ist in Nanyang begraben. Sein Grab und der dazugehörige Tempel stehen seit 1988 auf der Liste der Denkmäler der Volksrepublik China (3-240)
- Zitat: In terms of the high level, medicine is for curing nobles of their diseases; in terms of the lower level, it is used to save the poor from disaster; in terms of the middle level, it is used to keep us in good health - „Saint in Medicine“. [6]